# Serra dels Morers
La Serra dels Morers és una serra al municipi de Susqueda a la comarca de la Selva, amb una elevació màxima de 550 metres.